# یواس‌اس دیکیتر (دی‌دی-۳۴۱)
یواس‌اس دیکیتر (دی‌دی-۳۴۱) (به انگلیسی: USS Decatur (DD-341)) یک کشتی بود که طول آن ۹۵٫۸۳ متر (۳۱۴٫۴ فوت) بود. این کشتی در سال ۱۹۲۱ ساخته شد.